# Rue des Rivageois
La rue des Rivageois est une rue de la ville belge de Liège faisant partie du quartier administratif des Guillemins.

## Toponymie
Cette rue rend hommage aux Rivageois, habitants des villages proches de Liège de la vallée de la Meuse (d'où le nom de Rivageois) mais aussi des hauteurs, qui, criant famine, se révoltèrent contre le prince-évêque Érard de La Marck en 1531. Ils furent réprimés et les meneurs furent exécutés par décapitation le 27 juillet 1531 sur la place du Marché.

## Localisation
Cette artère plate et rectiligne se trouve sur la rive gauche de la Meuse entre le quai de Rome et la rue de Fragnée.
Large d'environ 12 m et longue de 233 m, elle applique un sens unique de circulation automobile du quai de Rome vers la rue de Fragnée.

## Historique
Cette rue fut créée en 1866 dans le cadre des aménagements du quartier des Guillemins.

## Activités
La rue des Rivageois est surtout connue des Liégeois pour abriter des établissements scolaires comme la Haute École Charlemagne Les Rivageois et l'école maternelle et primaire Georges Mignon.

## Rues adjacentes
- Quai de Rome
- Rue de Fragnée
- Rue Dossin

### Sources et bibliographie
- Yannik Delairesse et Michel Elsdorf, Le nouveau livre des rues de Liège, Liège, Noir Dessin Production, décembre 2008, 2e éd. (1re éd. 2001), 512 p. (ISBN 978-2-87351-143-2 et 2-87351-143-5, présentation en ligne), pages 364 et 365